# 로어노크 식민지

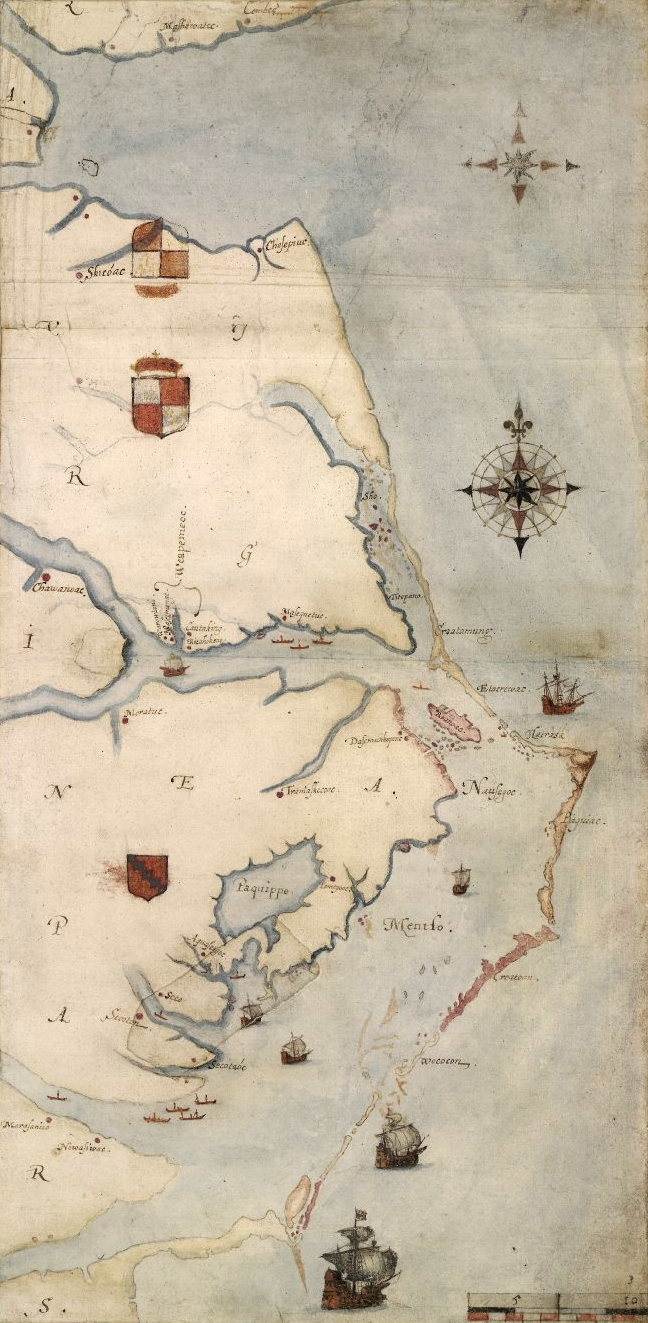
로어노크 식민지

로어노크 식민지(Roanoke Colony)는 현재의 미국 노스캐롤라이나 데어 카운티 지역에 16세기 후반 엘리자베스 1세에게 칙허를 받은 월터 롤리 경의 주도로 북미에 건설된 잉글랜드의 식민지이다. 월터 롤리 경은 1583년 뉴펀들랜드의 세인트 존스의 식민지를 개척하려다가 사망한 이부(異父)형제인 험프리 길버트 경의 칙허를 이어받은 후, 먼 친척이자 그의 대리인이었던 랠프 래인과 리처드 그렌빌을 통해 세부적 계획을 실천하려 하였다. 존 화이트에 의해 노스캐롤라이나주 로어노크섬에 개척되었으나, 실패로 끝난다. 1585년에서 1587년 여러 무리들이 식민지를 개척하려 시도를 했지만, 거주지를 버리거나 죽기도 하였다. 그리고 마지막 남은 섬의 주민들은 영국-스페인 전쟁(1585년) 동안 보급을 받지 못했으며, 존 화이트가 식량과 물품을 조달 받기 위해 영국으로 건너간 3년간에 흔적없이 사라져 사라진 로어노크 식민지로서 잘 알려져 있다.

## 롤리의 개발권 획득

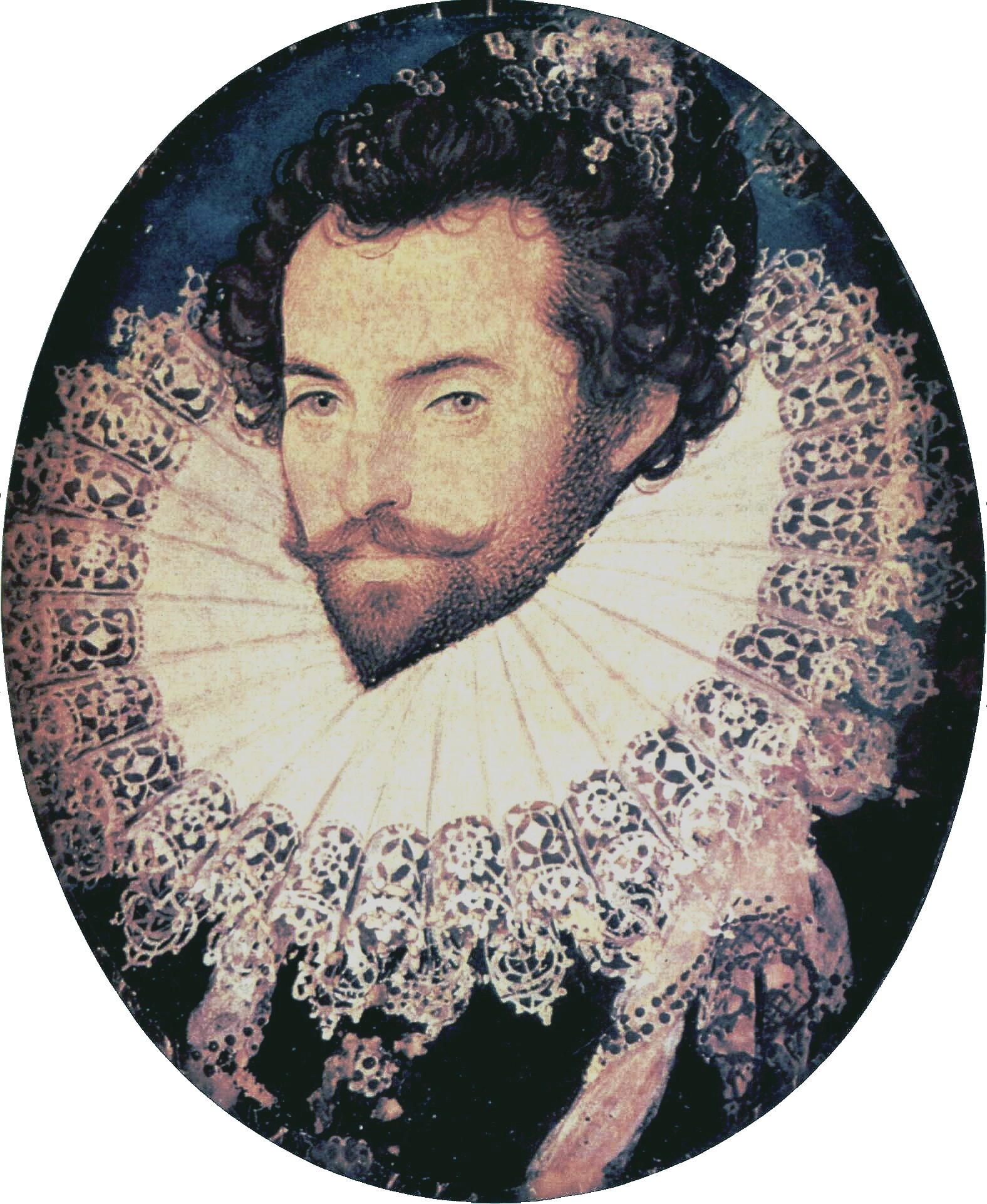
월터 롤리 경

1584년 3월 5일, 영국 여왕 엘리자베스 1세는 월터 롤리 경에게 북아메리카 버지니아 땅에 식민지를 건설할 수 있는 칙허를 허가했다. 이 칙허는 롤리가 10년 이내에 북아메리카에 개척지를 건설할 것을 요구했고, 그것을 성공시키지 못하면 권리는 사라진다고 규정되어 있었다.:9 롤리와 여왕은 이 사업으로 신세계에서 부를 이끌어 내고, 보물을 실은 스페인 함대에 해적선을 보내 습격할 수 있는 기지를 확보하는 것을 목표로 하고 있었다.:135 롤리 자신이 직접 북미를 방문하지는 않았지만, 1595년과 1617년, 남미 오리노코강 유역의 습지에서 전설의 엘도라도를 찾아 탐사 원정대를 이끈 바 있다.
1584년, 롤리는 북아메리카의 동해안에서 적절한 개척지를 탐사하기 위해서 원정대를 파견했다. 이 원정대는 필립 아마다스와 아서 버로우가 지휘했으며, 현재의 노스캐롤라이나주 아우터 뱅크스를 선택했다. 거기에서는 남쪽으로 개척지를 가지고 있는 스페인을 습격할 수도 있었고, 토착 민족인 캐롤라이나 알곤킨 어족의 크로아탄 부족과 접촉할 수도 있는 이상적인 위치에 있었다.

## 최초의 개척자
1584년 4월 27일, 월터 롤리 경은 북미 해안을 탐사하기 위해 필립 아마다스와 아서 바로우가 이끄는 원정대를 파견했다. 그들은 7월 4일 로어노크섬에 도달하였고:32, 이내 현지의 서코탄과 코로아토안 인디언과 교류 관계를 맺었다. 바로우는 만테오와 완치즈라는 이름을 가진 2명의 코로아탄 인디언을 데리고 귀환했다.:44–45 그들은 그 지역의 정치적 관계와 지리를 롤리 경에게 설명해줄 수 있는 인물들이었다. 이 정보에 근거하여, 롤리 경은 리처드 그렌빌 경이 이끄는 두 번째 탐사대를 조직했다.
그렌빌은 자신이 타고 있던 타이거호(Tiger)와 로벅호(Roebuck), 레드 라이언(Red Lion), 엘리자베스호(Elizabeth)와 도로시호(Dorothy)를 이끌고 1585년 4월 9일 플리머스를 출발했다. 불행하게도 투르투갈 해안 근처에서 심한 폭풍을 만나 타이거호는 나머지 함대들과 떨어지게 되었다.:57 선장들은 우발적인 사태를 만난다면 푸에르토리코에서 재회하기로 하는 계획을 가지고 있었고, 타이거호는 5월 11일 머스키토 만(과야닐리 만)에 도착하였다.
다른 배를 기다리는 동안, 그렌빌은 그곳의 스페인인들과 친교를 쌓으면서도 한편으로는 약탈을 했으며:62, 요새도 구축했다.:91 그 요새가 만들어진 직후 엘리자베스호가 도착했으며, 결국 그렌빌은 나머지 배를 기다리다 지쳐서 6월 7일 다시 출발을 하였다. 요새는 폐기되었으며, 현재 그 위치는 알려지지 않은 채로 남아 있다.
6월 26일, 타이거호가 오크라콕 만을 항해하다가 여울에 부딪쳐 대부분의 보급품을 유실하게 된다.:63 탐사대는 배를 수리를 하고, 7월 초에 로벅호와 도로시호와 재회를 하게 되는데 두 배모두 아우터 뱅크에 미리 도착을 해 있었다. 레드 라이언호도 그들과 함께 있었지만, 도중에 승객을 내려주고는 약탈을 하기 위해 뉴펀들랜드로 떠났다.:64
본토 해안과 그곳에 있는 원주민 거주지를 초도 탐사한 이후에, 아쿠아스코콕 마을의 원주민들은 은잔을 훔쳤다고 욕을 먹었다. 그 보복으로 마을은 약탈당하고 불태워졌다.:72 월터 롤리 경 등을 포함한 여러 후원자들의 후원으로 잉글랜드의 작가이자, 궁정 관료였던 리처드 하클룻에 의해 편찬된 당시의 최초의 로어노크 항해 보고서 또한 이 사건을 서술하고 있다.(하클룻 자신이 직접 신세계를 여행한 적은 없다.)
이 사고와 식량 부족에도 불구하고, 그렌빌은 1586년 4월에 추가 인원과 보급품을 가지고 돌아오기로 약속하고 노아노크 섬의 북단에 랠프 레인과 107명을 식민지를 개척하기 위해 남기기로 결정했다. 그들은 1585년 4월 17일 하선을 했다. 레인은 섬에 작은 요새를 세우고, 주변 지역에 대한 탐사를 하게 했다. 현존하는 로어노크 요새에 대한 그림은 남아있지 않지만, 과야닐라 만에 존속했던 요새와 구조가 유사할 것이라고 추측되고 있다.
1586년 4월이 저물 무렵에도 그렌빌의 구호선이 당도할 기미는 보이지 않았다. 한편 6월에, 마을의 파괴로 인해 야기된 증오는 요새에 대한 습격에 불을 붙였으며, 식민지 개척자들은 습격을 물리치지 못했다.:5 그 습격 직후, 프랜시스 드래이크경이 카리브해에서 성공적인 해적질을 하고 집으로 돌아가는 길에 들러서 야금술사인 조아킴 간스를 포함한 일행들을 잉글랜드로 되돌려보내 주기로 제안을 했고, 그들은 이 제안을 받아들였다. 이 귀향 항로 중에 로어노크 개척민들은 담배와 옥수수 그리고 감자를 가지고 왔다.:5 구호 함대는 그래이크 일행이 개척민들과 떠난 직후 도착했다. 식민지가 버려진 것을 발견하고서 그렌빌은 로어노크섬에 대한 롤리 경의 영유권을 주장을 보호하기 위해서, 또한 잉글랜드의 존재를 유지하기 위해서 소규모 분견대만 남기로 같이 간 군대와 함께 잉글랜드로 돌아왔다.

## 두 번째 개척자

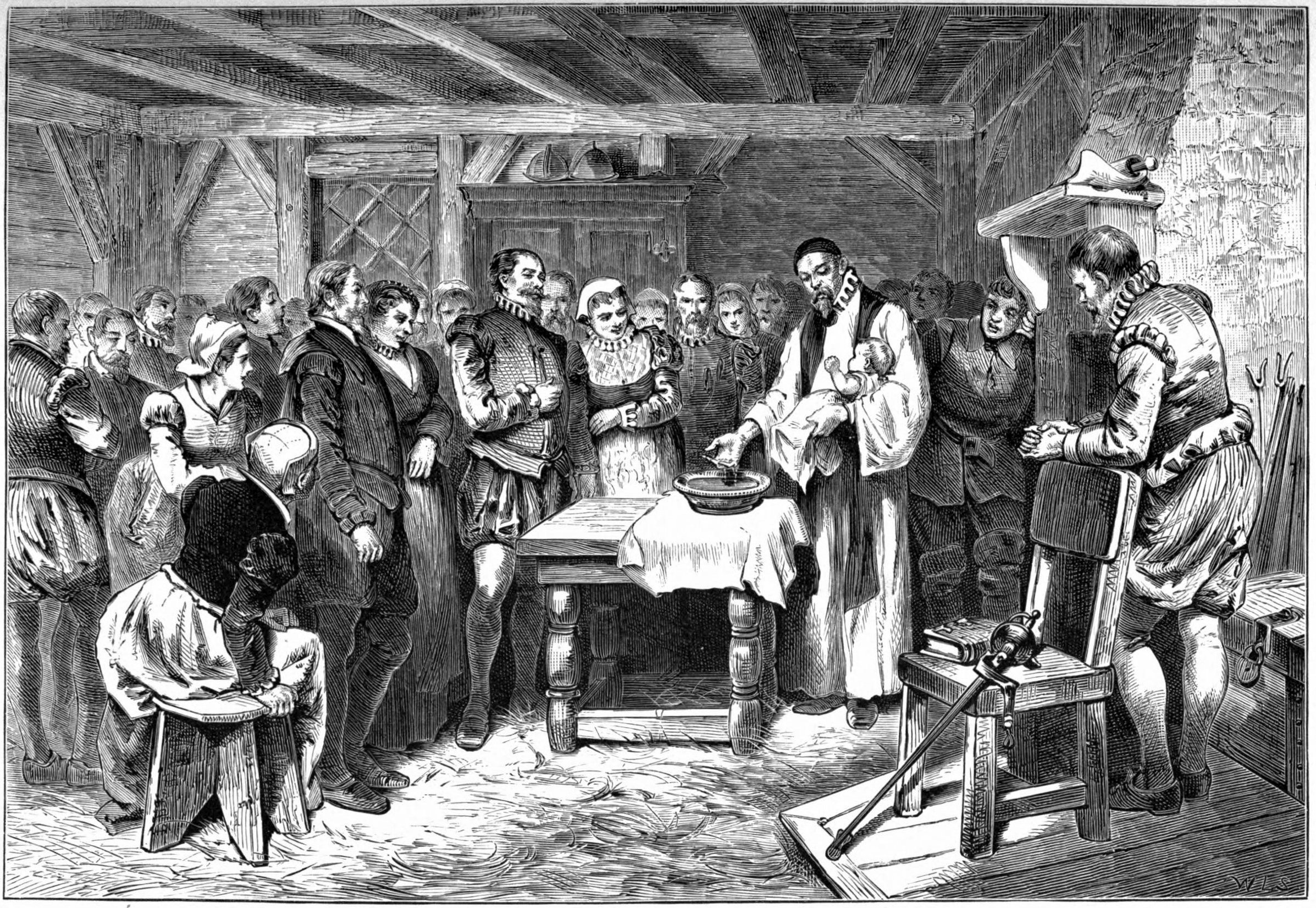
북미에서 탄생환 최초의 잉글랜드계 어린이 버지니아 데어의 세례, 석판화, 1880

1587년, 롤리 경은 체사피크 만에 식민지를 세우기 위해 115명의 새로운 개척민을 파견했다. 이들을 이끈 이는 이전의 로어노크 탐사에 동행했던 예술가이자, 롤리 경의 친구였던 존 화이트였다. 화이트는 이후 지사로 임명을 받았으며, 롤리는 로어노크 개척지에서 도움을 줄 12명의 보좌관을 임명하였다. 그들은 우선 로어노크로 가서 그렌빌의 사병들을 모으라고 명령을 받았지만, 1587년 7월 22일 그들이 도착했을 때는 잉글랜드 요새를 지켰던 한 명의 유해로 추정되는 해골 한 구를 제외하고는 아무것도 발견하지 못했다.
그들은 당시 새로운 식민지를 돕는데 이 병력에 의존하고 있었지만, 아무도 발견할 수 없게 되자 그렌빌의 병력이 생존해 있을 것이라는 희망을 버리게 되었다. 함대 사령관 시몬 페르난데스는 그들이 로어노크에 새로운 식민지를 건설해야 한다고 주장하면서 이제 식민지 정착민들을 배에 싣고 귀환하는 것을 거부했다.:215 그의 그러한 행동에 대한 동기는 여전히 밝혀지지 않은 채 남아있다.
화이트는 크로아탄 부족들과 새로운 관계를 설정했으며, 전년에 전투를 벌였던 랄프 레인 부족과 우호적인 관계를 맺기위해 노력했다. 그러나 적의에 가득한 부족들은 그들과의 만남을 거부했다. 그 직후, 식민지 개척민 조지 하우가 알베말 만에서 게잡이를 하려 홀로 탐사를 하다가 한 인디언에게 살해를 당하는 사건이 발생했다.:120–23
생명의 위협을 느끼고, 개척민들은 화이트 지사에게 잉글랜드로 돌아가서 현재의 절망적인 상황을 설명하고 도움을 청하자고 설득한다.:120–23 잔여한 개척민들은 대서양을 건너서 온 남녀와 미국 땅에서 최초로 출생한 잉글랜드인이었던 화이트의 손녀까지 모두 115명이었다.:19

### 화이트의 잉글랜드 귀환
화이트는 1587년 말 잉글랜드로 향행했다. 그 시기에 대서양을 건너는 것은 페르난데스가 좀처럼 귀환하기 힘들었다는 주장처럼 상당히 위험했다. 구조선 계획은 겨울에 돌아가기를 거부한 선장으로 인해 지연되었다. 게다가 스페인 무적함대와 교전에 동원된 잉글랜드 배들로 인해 로어노크로 돌아갈 수 있는 여분의 배들의 남아 있지 않았다.:125–26

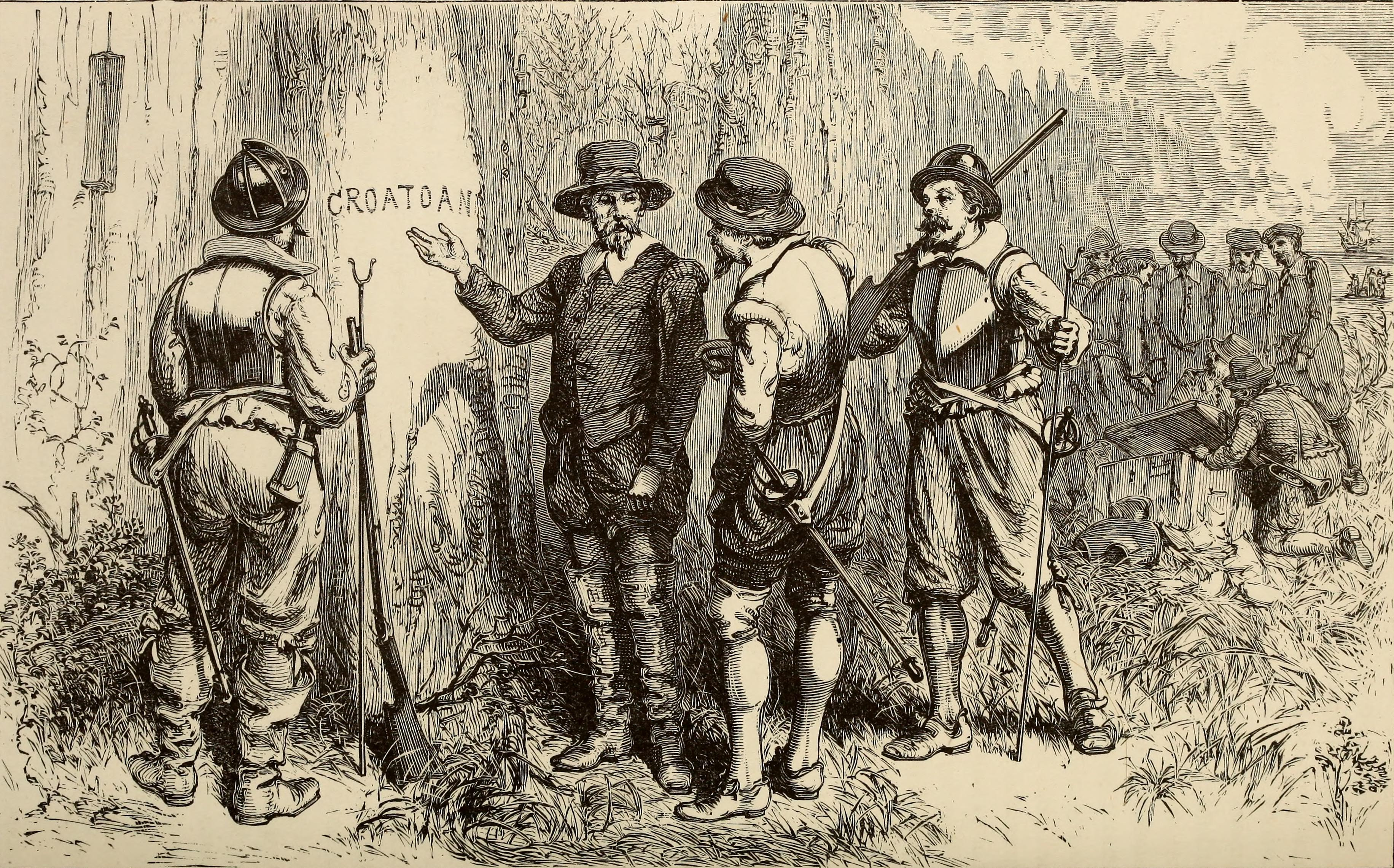
'크로아토안'이라는 글자의 발견

스페인과의 전쟁이 계속되고 있었기 때문에, 화이트는 3년동안 재보급 시도를 할 엄두를 내지 못했다. 마침내 그는 사략선 원정대를 데리고, 카리브해에서 돌아 오는 길에 로어노크섬 앞바다에 들를 수 있는 약속을 받아냈다. 화이트는 손녀의 3번째 생일인 1590년 8월 18일 로어노크섬에 상륙했지만, 개척지는 버려져 있었다. 그의 대원들도 남자 90명, 여자 17명, 어린이 11명의 개척민들에 대한 흔적을 찾을 수 없었고, 전투가 일어난 것 같은 흔적도 찾을 수 없었다.:130–33
실종에대한 유일한 단서는 마을 둘러 친 울타리 기둥 위에 새겨진 ‘크로아토안’라는 글자였으며, ‘크로’는 나무 근처에 새겨져 있었다. 모든 주택과 요새는 허물어져 있었고, 이것은 그들이 서둘러서 떠나지 않았다는 것을 의미했다. 식민지를 떠나기 전에, 화이트는 그들에게 무슨 일이 일어나 강제로 떠나야 할 일이 생긴다면, 몰타 십자를 나무 근처에 새겨두게 지시했다. 십자가가 없었기 때문에, 화이트는 이것을 그들이 크로아토안 섬(현재의 해터러스 섬)으로 이주했다는 것을 의미하는 것으로 받아들였지만, 그는 수색을 진행할 수 없었다. 큰 폭풍이 불어닥치고 있었으며, 그의 병력들도 더 이상의 진행을 거부했고 다음 날 그들은 길을 떠났다.:130–33

## 토머스 해리엇
1560년생인 토머스 해리엇은 롤리 경의 고용인으로 1580년대 초반에 옥스퍼드 대학을 졸업한 이후 들어왔다. 그가 최초의 항해에 동반하지는 않았지만, 해리엇은 1584년 식민지 탐사대에 아서 바로우의 군인으로 있었던 것 같다. 그는 롤리 경의 1차 로어노크 탐사대의 인원들에게 항해법을 교육했고, 결국에는 로어노크에 두 번째 개척대로 항해를 하게 되었다. 그곳에서 그는 박물학자로 화가들과 개척민들의 지도자인 존 화이트와 함께 특히 중요한 위치에 있었다.
그들이 로어노크에 도착한 1585년 4월부터, 그들이 떠나게 된 1586년 7월까지, 해리엇과 화이트 모두 로어노크 지역에 대한 상세한 연구를 했다. 해리엇과 함께 샘플과 노트를 여러권의 노트로 만들었지만, 식민지의 실종으로 남아있지 못했다. 그러나 해리엇도 주변 지역의 식생에 대한 세부내용을 기록했으며, 그것은 그가 편찬한 《버지니아의 새롭게 발견된 땅에 대한 짧고, 사실적인 보고서》(A Brief and True Report of the New Found Land of Virginia)로 남아있다. 이것은 원래 식민지의 진행사항을 롤리 경의 요청으로 영국 정부에 보고할 내용이었다. 현대 사학자들은 이것을 홍보자료로 여기고 있으며, 이 기록은 해리엇의 야생생물에 대한 관찰뿐만 아니라 식민지가 사라졌을 무렵의 인디언 활동에 대한 그림으로 인해 로어노크 역사에 상당히 귀중한 자료가 되었다.
해리엇의 보고서에는 로어노크 인디언과 잉글랜드 개척민들과의 사이가 상호 조용하고, 건설적이었다고 보고하고 있으며, 로어노크 인디언과 롤리의 사령관, 리처드 그렌빌과 그의 후계자인 랄프 레인 모두 유혈 투쟁을 나타내는 다른 역사적 증거들과는 배치되는 것이었다. 해리엇의 잉글랜드에 보낸 그의 보고서에서 이러한 정황들을 거의 설명하지 않았으며, 그렌빌 또는 레인의 토지보유권 하의 혼란스런 상황에 대해서도 언급하지 않았고, 이러한 사실들은 더 많은 정착민들이 로어노크를 얻지 못하도록 하고자 했다고 가정하고 있다. 아이러니하게도, 해리엇의 보고서는 1588년이 되어서야 잉글랜드나 잉글랜드의 출판사에 남겨졌으며, 이때는 잃어버린 식민지의 운명이 이름을 빼고는 총체적인 상황이 숨겨져 있었다.

## 로어노크 탐문 조사

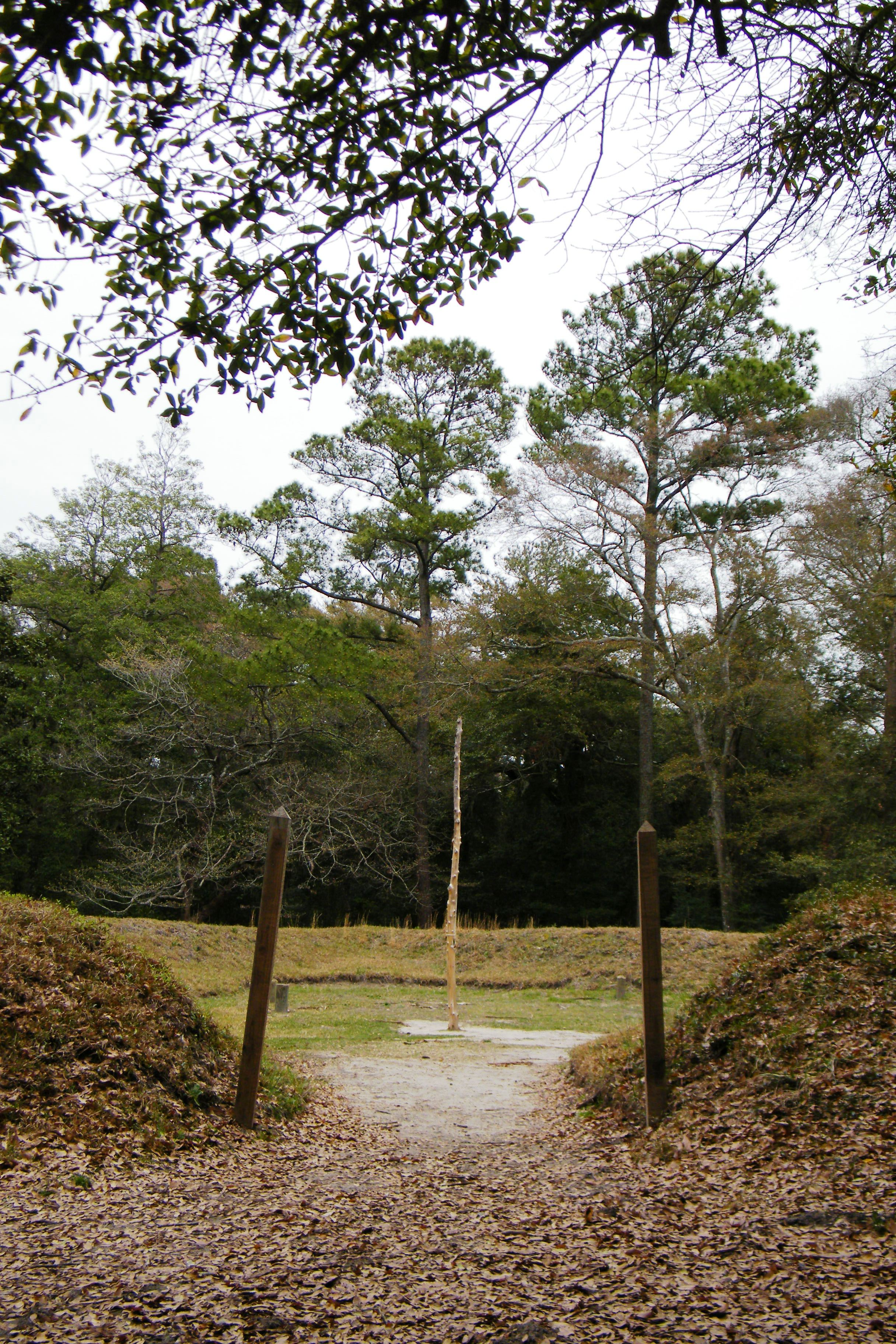
재건된 롤리 요새 국립사적지

12년이 흐른 뒤, 롤리 경은 그의 식민지에 무슨 일이 있었는 지 알아내고자 했다. 새뮤얼 메이스가 탐사대를 이끌었으며, 이 1602년 탐사는 롤리 경이 직접 배를 구매하였고, 약탈을 막기 위해 선원들의 임금을 보전해 주기로 했다는 점에서 이전의 항해와는 다른 점이 있었다. 그러나 롤리 경은 여전히 그 여행으로 돈을 벌고자 했으며, 메이스의 선단은 향나무나 잉글랜드로 가져오면 돈이되는 사사프러스와 같은 식물들을 채집하고자 아우터 뱅크스에 상륙을 했다. 그들의 관심을 식민지로 돌릴 수 있게 되었을 즘에 기상이 악화되었고, 로어노크섬에는 가지도 못하고 귀환을 할 수 밖에 없었다. 이후 롤리 경은 반란으로 체포되었기 때문에 더 이상의 탐사대를 보낼 수 없었다.:134–35
스페인은 식민지를 발견하기는 원하는 다른 이유를 가지고 있었다. 로어노크를 해적 기지로 이용하려는 롤리 경의 계획을 알고서, 스페인은 로어노크를 파괴하기를 원했다. 게다가, 그곳의 활동에 대해 대부분 부정확한 보고를 얻고 있었으며, 실제보다 식민지 개척이 훨씬 잘 되었을거라고 상상했다.:135–37
1590년, 그들은 아주 우연히 식민지의 잔해를 발견했지만, 주요 본거지의 외곽에 만들어 둔 지기일 뿐이라고 생각했고, 본거지가 체사피크 만 지역(존 화이트가 예정한 위치)에 있을 것이라고 생각했다. 그러나 영국-스페인 전쟁으로 화이트가 적절한 때 돌아오지 못하자, 신대륙에 있었던 스페인 당국은 그러한 모험을 할만한 충분한 지원 병력을 모으지 못했다.:135–37

## 로어노크 식민지 실종에 대한 가설
1587년 실종된 식민지의 끝은 기록되어 있지 않았고('잃어버린 식민지'라고 불리게 되었다.), 식민지들의 운명에 대해서는 다양한 추측이 생겨났다. 주류가 된 가설은 그들이 지역의 크로아탄 족 또는 핫테라스 족 또는 다른 알곤 족 인디언에 의해 분산 흡수되었다는 것이다. 하지만 그들이 원주민과 동화할 수 있었는지 여부에 대한 확실한 증거는 발견하지 못했다.

### 현지 부족과의 통합

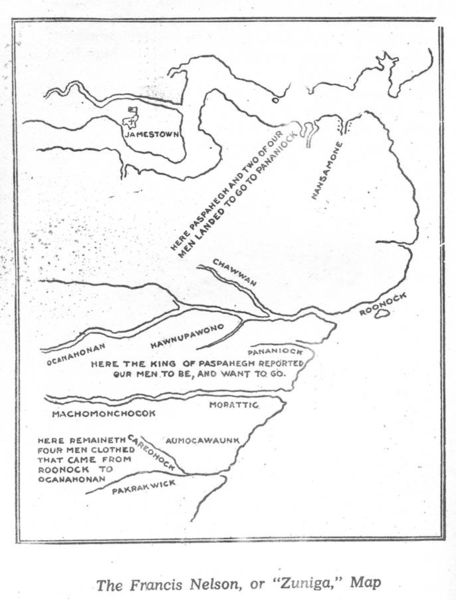
프랜시스 넬슨의 지도, 1607년경

2000년 사학자 리 밀러는 저서 《로어노크: 잃어버린 식민지의 미스테리 풀기》(Roanoke: Solving the Mystery of the Lost Colony)라는 책에서 잃어버린 식민지의 일부 생존자들이 제임스타운 식민지에 의해 만도아그(적 부족에게 흔히 부여된 알곤킨 명칭)로 밝혀진 다른 인디언 부족들에게 습격을 당한 초와노크 부족에게 피난처를 구했다고 가정하고 있다. 만도아그 부족은 이로쿼이 어를 말하는:45 부족인 투스카로라나 와이노크로 알려진 이노 족이라고 믿어지고 있다.:255–56
소위 주니가 지도(Zuniga Map, 스페인 국왕 펠리페 3세에게 이 지도를 확보하여 건네 준 잉글랜드에 파견된 스페인 대사 페드로 드 주니가의 이름을 딴)는 약 1607년 제임스타운의 개척민 프랜시스 넬슨에 의해 그려졌으며, 이것 또한 이 주장에 신빙성을 더하고 있다. 이 지도는 "루녹에서 온 옷을 입을 네 남자"가 누스 강의 이로쿼이 족 지역에 살고 있다고 언급하고 있다.
제임스타운 식민지의 책임자 윌리엄 스트라치는 1612년 페카리카닉과 오차나호엔 인디언 정착촌에서 쓴 《영국령 버지니아 여행의 역사》(The historie of travaile into Virginia Britannia)에서 전하는 바에 의하면 돌 벽을 가진 2층의 가옥이 있었다고 기록하고 있다. 아마도 그 인디언들은 로어노크 정착민들로부터 그런 기술을 배웠을 것이라고 추측했다.:222
또한 동일한 시기에 여러 인디언 거주지에서 유럽인 포로들이 목격되었다는 보고도 있었다.:250 1612년 스트라치는 리타녹에 있는 에노 족 정착촌에서 에야노코라고 불리는 추장의 보호 하에 있는 4명의 잉글랜드인 성인 남성과 2명의 소년, 1명의 소녀가 목격되었다고 전했다.
F. 로이 존슨의 저서 《진실과 전설 속의 잃어버린 식민지》에서 공동 저자 토마스 C. 패러 모어는 다음과 같이 쓰고 있다.
... 1610년까지 타스카로라 족 국가에서 잃어버린 식민지들의 일부가 살아 있었다는 증거가 인상적이다. 1608년에 제임스타운의 개척자 프랜시스 넬슨가 그린 현재 노스캐롤라이나 내륙 지도는 이것을 가장 잘 설명하는 증거이다.

### 다른 이론

#### 체서피언족
사학자 데이빗 비어즈 퀸은 식민지 전체가 이주를 하고, 이후 파괴되었다는 가설을 제시했다. 존 스미스 선장과 제임스타운 개척민들이 1607년 정착을 했을 때, 그들에게 부여된 임무 중 하나는 로어노크 개척민들의 위치를 찾는 것이었다. 웨로안스 부족의 추장 포우하탄은 스미스 선장에게 버지니아에 기반을 둔 포우하탄 연맹에 대해 말을 했으며, 제임스타운 개척민들이 도착하기 전에 포우하탄 연맹에 가맹을 거부한:21–24 오늘 날의 사우스 햄든가 외곽 지역의 동부에 살고 있었던 체서피언 부족들과 함께 때문에 로어노크 개척민들을 쓸어버렸다고 말을 했다. 그들이 그의 제국을 파괴하기 위해 봉기할 것이라는 예언이 있었다고 말했다.:101

#### 해상조난, 기아
또 하나의 가능성으로는 식민지 개척민들이 단순히 기다리는 것을 포기하고, 혼자 힘으로 잉글랜드로 돌아가려고 했지만, 그러한 시도를 하다가 자멸했다는 것이있다. 1587년 화이트 주지사가 출발할 때, 해안 탐사 또는 식민지 본토에 이주를 위하여 1척의 핀네스(소형 범선)와 몇 척의 소형 선박을 남겨두었기 때문이었다.

#### 스페인인
또 다른 이론은 스페인이 식민지를 파괴했다는 것이있다. 로어노크 이전 시대에, 스페인은 사우스캐롤라이나 해안 찰스 요새에 있던 프랑스 식민지의 흔적을 파괴했다. 또한 현재 플로리다 잭슨빌에 있던 카로리누 요새의 주민을 학살했다. 하지만 화이트가 식민지 사라진 것을 발견했을 때부터 10년 후 1600년이 되어도, 스페인은 잉글랜드 실패한 식민지의 위치를 찾고 있었다는 사실 때문에 이 이론의 가능성은 희박하다.:137

#### 데어 스톤즈
1937년부터 1941년까지, 한 무더기의 암석이 발견되었다. 이것은 버지니아 데어의 어머니였던 엘레노어 데어에 의해 기록되었다고 주장을 했다. 이 돌에는 식민지의 여행과 그들의 최후에 대해 말해 주고 있었다. 대부분의 역사학자들은 이것들을 사기라고 믿고 있지만, 오늘 날에도 이 돌들이 진짜라고 믿고 있는 학자들도 일부 있다.

## 로어노크의 실종
2010 개봉 영화 '베니싱'의 소재가 된 실화

## 같이 보기
- 버지니아 식민지